# Beauce-i juhászkutya
A Beauceron vagy beauce-i juhászkutya (Berger de Beauce) egy Franciaországból származó, eredetét tekintve juhászkutya.

## Története
Régi francia juhászkutya,amelyről az első említések az 1500-as évekből származnak. Kialakulását tekintve nem írhatók le keresztezések más fajtákkal. Kinézetük hasonlít a Dobermann kutyáéra, illetve a dobermann kinézete hasonlít a beauceronéra, hiszen az előbbi fajta kialakulásához használták fel ezt a juhászkutyát. Szintén e fajta segített a Louisiana Catahoula Leopárdkutya kialakításában, valamint arról is vannak említések, hogy a Rottweiler létrehozásában is szerepet játszott.
A berger de Beauce nevet 1896-ban kapta, a Brie-i juhászkutya, azaz a briard-tól való megkülönböztetés végett.

## Testfelépítése
Méretei:
Marmagasság: kanok: 65-70 cm, szukák: 61-68 cm
Súly: 32-50 kg
A beauce-i juhászkutya robusztus, izmos, szívós kutya. Testfelépítése erős ugyan, de minden tekintetben átlagos és harmonikus, nem lehet túl durva, elnagyolt vagy közönséges. Háta feszes, lágyéka széles és erős. Fara a farok tövénél már lejtős. Lógatva tartott farka a csánkjáig vagy az alá ér, kissé kunkorodó végével a leginkább egy j betűhöz hasonló alakú. Mellkasa mély és széles, a szegycsontja egészen mélyen húzódik. Hosszú vállai kissé ferdék. Lábai egyenesek, combjai függőlegesek, hátsó lábszárai kissé hátrafelé lejtenek. Csánkja alacsonyan van, erős és jól kirajzolódó. Masszív, kerek mancsai vannak. A fajta jellemzője a hátsó lábon, a mancsokhoz közel található kettős farkaskarom. Hosszú feje harmonikusnak, szépen metszettnek látszik. Homloka lapos vagy enyhén domború. Egyenes orrnyerge finom ívvel megy át az arcorri részbe, amelynek vonala oldalról nézve gyakorlatilag párhuzamos a koponyatető vonalával. Arcorri része nem hegyes, de nem is vaskos, erősen pigmentált, száraz ajkai szorosan összesimulnak. Fülei magasan tűzöttek és lelógóak, de nem simulnak rá a fejre. Hosszuk a fej hosszának a felével egyezik meg. A kerek szemek nem állhatnak ferdén, de a szemhéjak enyhén mandula alakúak. A beauce-i juhászkutya tekintetének nyitottságot kell sugároznia. A harapásának szabályos ollószerűnek kell lennie, s fontosak az erős, fehér fogak is. Szőrzete tömött, testhez simuló, a fején rövid. Lábán és teste alsó részén hosszabb szőrszálak is vannak. Az aljszőrzet nagyon finom szálakból áll, tömött és pelyhes. A fajtánál két elfogadott színezettípus van. Az első a fekete alap barna rajzolattal: az ilyen állat alapszíne fekete, s mókusbarna foltok vannak rajta a szeme fölött, az orra két oldalán és a pofákon (de a fülén már nem továbbnyúlóan), a mellén (lehetőleg két folt), a nyakon és a farok alatt. A lábujjaktól kezdődően a lábnak legalább egyharmada barna. A mellen elfogadható néhány fehér szőrszál, de az 5 négyzetcentimétert meghaladó nagyságú fehér folt a kiállításokon már kizárásra ad okot. A második színezettípus az úgynevezett harlekin: a szőrzet nagyjából azonos arányban szürke és fekete szálakból áll, s pettyezett vagy összességében inkább fekete, mint szürke benyomást kelt, a cserbarna rajzolatok pedig itt is ugyanolyanok, mint az előző típusnál leírtak. Ennél a színezettípusnál a szürke rajzolat a kölykökön és a fiatal állatokon még erőteljesebben látható, mint a felnőtt egyedeken. A szem minden esetben valamilyen sötétbarna árnyalatú, és a mogyoróbarnánál világosabb nem lehet. Az aljszőrzet egérszürke színe soha nem üthet át a fedőszőrzeten. A karmoknak feketének kell lennie.

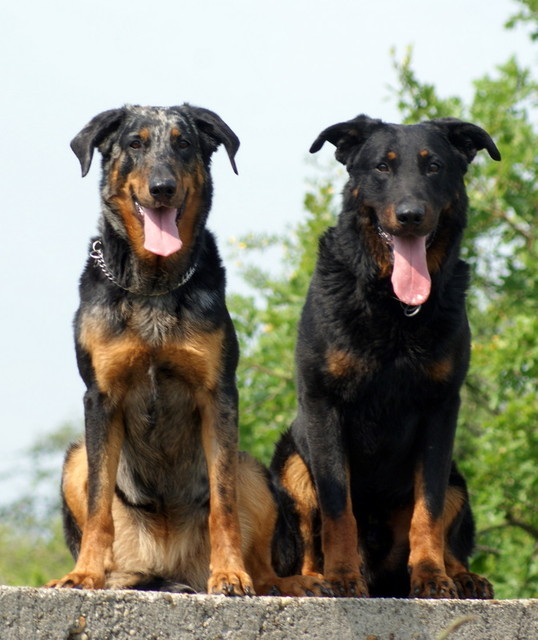
A két színváltozat

## Jelleme, nevelése
A beauceron nagy termetű, aktív, kemény, kitartó juhászkutya. Nevelése következetességet és szerető megértést igényel. Érzékeny fajta. Mivel későn érő kutya -körülbelül két-hároméves korára "érik be"-, ezért ez idő alatt sokszor próbálhat a gazda fejére nőni, és a falkavezér szerepet átvenni. Erős idegzetének köszönhetően megbízható kísérő és társ. Nem szívesen távolodik el gazdájától, mindenhova "árnyékként" követi. Veleszületett élessége és védőösztöne magabiztossá teszi, de emiatt nem veszélyes kutya. Helytelen nevelés esetén azonban agresszívvé és kiszámíthatatlanná válhat. Fontos, hogy minél több hétköznapi helyzethez, hangokhoz, emberekhez már kölyökként hozzászokjon. A házban nyugodt, munka közben pedig figyelmes és igyekvő. Szőrzetének ápolása könnyű.

## Használhatósága
Ajánlható családi és házőrző kutyaként vidéki házakhoz, ugyanakkor lakásban is jól érzi magát. Egyre gyakrabban alkalmazzák rendőrségi, vám- és katonai szolgálatra. Első osztályú nyomkövető. A magánéletben is szükség van testi és szellemi feladatokra.Nem kerti dísznek való kutya. Szoros kapcsolatot igényel gazdájával.